# Evangelische Kirche (Kilianstädten)

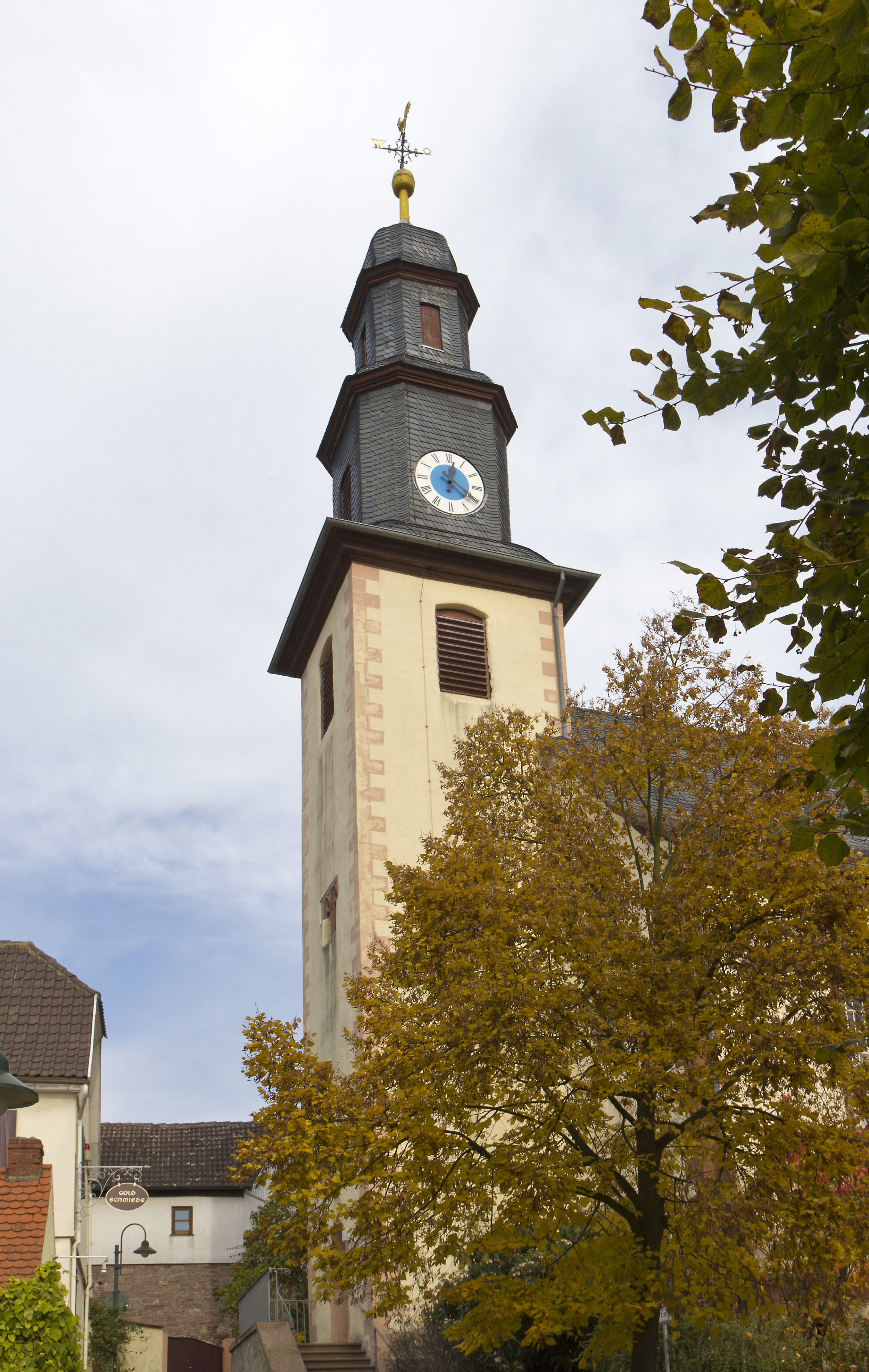
Evangelische Kirche in Kilianstädten

Die Evangelische Kirche Kilianstädten ist ein denkmalgeschütztes Kirchengebäude in Kilianstädten, einem Ortsteil der Gemeinde Schöneck im Main-Kinzig-Kreis in Hessen. Die Kirche gehört zur Kirchengemeinde Kilianstädten-Oberdorfelden im Kirchenkreis Hanau im Sprengel Hanau-Hersfeld der Evangelischen Kirche von Kurhessen-Waldeck.

## Beschreibung
Die Saalkirche mit dreiseitigem Schluss im Osten wurde 1738/39 gebaut. Die unteren Geschosse des quadratischen Kirchturms im Westen sind gotischen Ursprungs. Sein oberstes Geschoss beherbergt hinter den Klangarkaden den Glockenstuhl. 1747 erhielt der Turm einen schiefergedeckten, achteckigen Aufsatz, in dem sich die Turmuhr befindet. Darauf sitzt ein eingezogener, achteckiger Aufsatz, der von einer glockenförmigen Haube bekrönt wird. Im Innenraum wurden 1779 Emporen eingebaut, deren Brüstungen bemalt sind. Die Orgel mit 12 Registern, 2 Manualen und Pedal wurde von der Walcker Orgelbau als opus 643 gebaut.